# Rancogne
Rancogne (Ranconha en occitan) est une ancienne commune du Sud-Ouest de la France, située dans le département de la Charente (région Nouvelle-Aquitaine). Depuis le 1er janvier 2019, elle est une commune déléguée de Moulins-sur-Tardoire.
Ses habitants sont, depuis 2015, les Rancognois et les Rancognoises.

## Géographie

### Localisation et accès
Rancogne est une commune située à 5 km au sud de La Rochefoucauld et 20 km à l'est d'Angoulême, dans la vallée de la Tardoire.
Le bourg, construit en haut de la rive sud, est aussi à 5 km au nord-est de Pranzac et 8 km au nord-ouest de Montbron.
À l'écart des grandes routes, la commune est traversée par la D 110, des Favrauds (N 141) en direction d'Angoulême à l'ouest, à Saint-Sornin et l'Arbre à l'est. La D 6, route de Montbron à La Rochefoucauld, traverse l'angle nord-est de la commune. La D 73, route de La Rochefoucauld à Chazelles, traverse l'ouest de la commune du nord au sud et passe à 1,5 km du bourg. La D 699, route d'Angoulême à Montbron, passe au sud de la commune à 3 km du bourg.

### Hameaux et lieux-dits
L'église se trouve au sommet du Pic de Rancogne et domine la pente abrupte jusqu'à la Tardoire où s'ouvrent les entrées des grottes. Le bourg ne se réduit qu'à la mairie située au carrefour de la rue de l'église.
La commune compte d'autres petits hameaux, comme la Rivière et Corgnac au nord, les Pascauds et les Doussinaux à l'ouest, la Boissière, la Forge et les Nilloux au sud-est au bord de la Tardoire.

### Communes limitrophes
|         | La Rochefoucauld-en-Angoumois     | Marillac-le-Franc |
| Bunzac  | Rancogne                          | Saint-Sornin      |
| Pranzac | Vilhonneur (Moulins-sur-Tardoire) |                   |

### Géologie et relief
Le terrain est calcaire et date du Jurassique (Bajocien au sud-est à Oxfordien au nord-ouest). Cet ensemble perméable et fissuré forme ce qui s'appelle le karst de La Rochefoucauld. Il est souvent recouvert, principalement dans la partie orientale de la commune, par des marnes argileuses et altérites déposés pendant l'ère tertiaire depuis la bordure occidentale du Massif central, et au sud-ouest de la commune (route de Bunzac) par des colluvions, sable plus ou moins argileux.
Les bords de la vallée de la Tardoire sont occupés par des alluvions et terrasses de sable et graviers datant du quaternaire,,.
Le relief de la commune est celui d'un bas plateau d'une altitude moyenne de 110 m dominant la vallée de la Tardoire sur sa rive gauche. Sur la rive droite, le sol s'élève en pente plus douce vers l'est rendant la vallée assez large. Le point culminant est à une altitude de 136 m, situé en limite sud de la commune. Le point le plus bas est à 81 m, situé sur la Tardoire en limite nord. Le bourg est à environ 120 m d'altitude, et l'église au Pic surplombe la vallée d'une quarantaine de mètres.

### Hydrographie
Les eaux souterraines sont la conséquence des formations karstiques.
La Tardoire traverse la commune et, à cet endroit, elle a déjà perdu une partie de ses eaux qui se sont engouffrées dans le  karst. Localement, les cavités créées par le passage de l'eau forment les grottes de Rancogne.
Elles sont situées sur la rive gauche de la Tardoire. Elles ont été signalées par le père Chabenat en 1784 puis explorées en 1822 par Pierre Despignat. C'est un ensemble d'excavations creusées dans le karst.
Un étroit passage mène à une première salle de 14 mètres sur 30 mètres puis des échelles sont nécessaires pour atteindre les galeries supérieures  et une salle nommée le tombeau d'Abel. Toutes les salles présentent des stalactites, des stalagmites, des colonnes et des lames sonores dénommées piano de Rancogne.

### Climat
Comme dans les trois quarts sud et ouest du département, le climat est océanique aquitain.

### Végétation
La commune est formée de terres boisées avec 50 % de terres agricoles et 45 % de forêts et autres milieux semi-naturels.

## Toponymie
Les formes anciennes sont Ranconia en 1293, Ranconio.
L'origine du nom de Rancogne signifie « eaux bruyantes », du verbe gréco-latin ronchare « ronfler » associé au terme gaulois onno « source », « rivière » et suffixe -ia. En effet dans les grottes de Rancogne, durant la saison des pluies les ruisseaux coulent à grand bruit.
Elle a été créée Rencogne dans le canton de La Rochefoucauld en 1793, nom confirmé en 1801. Son nom a été orthographié Rancogne plus tard, mais la carte de Cassini, au XVIIIe siècle, écrivait déjà la forme actuelle.

### Dialecte
La commune est dans la partie occitane de la Charente qui en occupe le tiers oriental, et le dialecte est limousin.
Elle se nomme Ranconha en occitan.

## Histoire
Rancogne était habité dès l'Antiquité. À la Rivière, un fossé protohistorique a été repéré par archéologie aérienne. La grotte de Rancogne a livré quelques vestiges de La Tène finale (tessons de vases, sépulture avec bracelet en bronze, fragments d'amphore, etc.).
En 866, du temps des invasions vikings, le comte franc de Saintes Landri et le comte d'Angoulême Émenon, frère du comte franc Turpion et cousin du précédent, s'entretuèrent pour des raisons obscures. Émenon revint au château de Rancogne où il mourut au bout de huit jours.
Cet ancien château de Cressiec avait dû être construit au IXe siècle pour défendre l'entrée des souterrains, qui servaient alors de refuge à la population contre les incursions des Vikings.
Jean Maindron, seigneur de Cressiec, et Marie Raymond, son épouse, firent construire le logis d'habitation du château actuel vers 1519. La tour carrée de l'est et le reste du château ont été bâtis à la fin du XVIe siècle.
C'était le siège d'une importante seigneurie qui, à partir du XVIe siècle, appartint à la famille Devezeau, encore existante.
Au lieu-dit la Forge, Raymond de Magnac fit construire un haut fourneau et une forge à canons avant 1640. Puis le propriétaire fut Charles Dumont, fournisseur de canons pour la Marine, et ensuite René Andouillette, et en 1754, Charles-Pierre de Ruffray. Vers 1760, 300 personnes travaillaient aux quatre hauts fourneaux qui se sont arrêtés vers la Révolution.
Au XIXe siècle il y eut un moulin à blé et un moulin à huile de noix. Ils ont été restaurés par une association.
Le 1er janvier 2019, elle fusionne avec Vilhonneur pour former la commune nouvelle de Moulins-sur-Tardoire dont la création est actée par un arrêté préfectoral du 3 décembre 2018.

## Administration

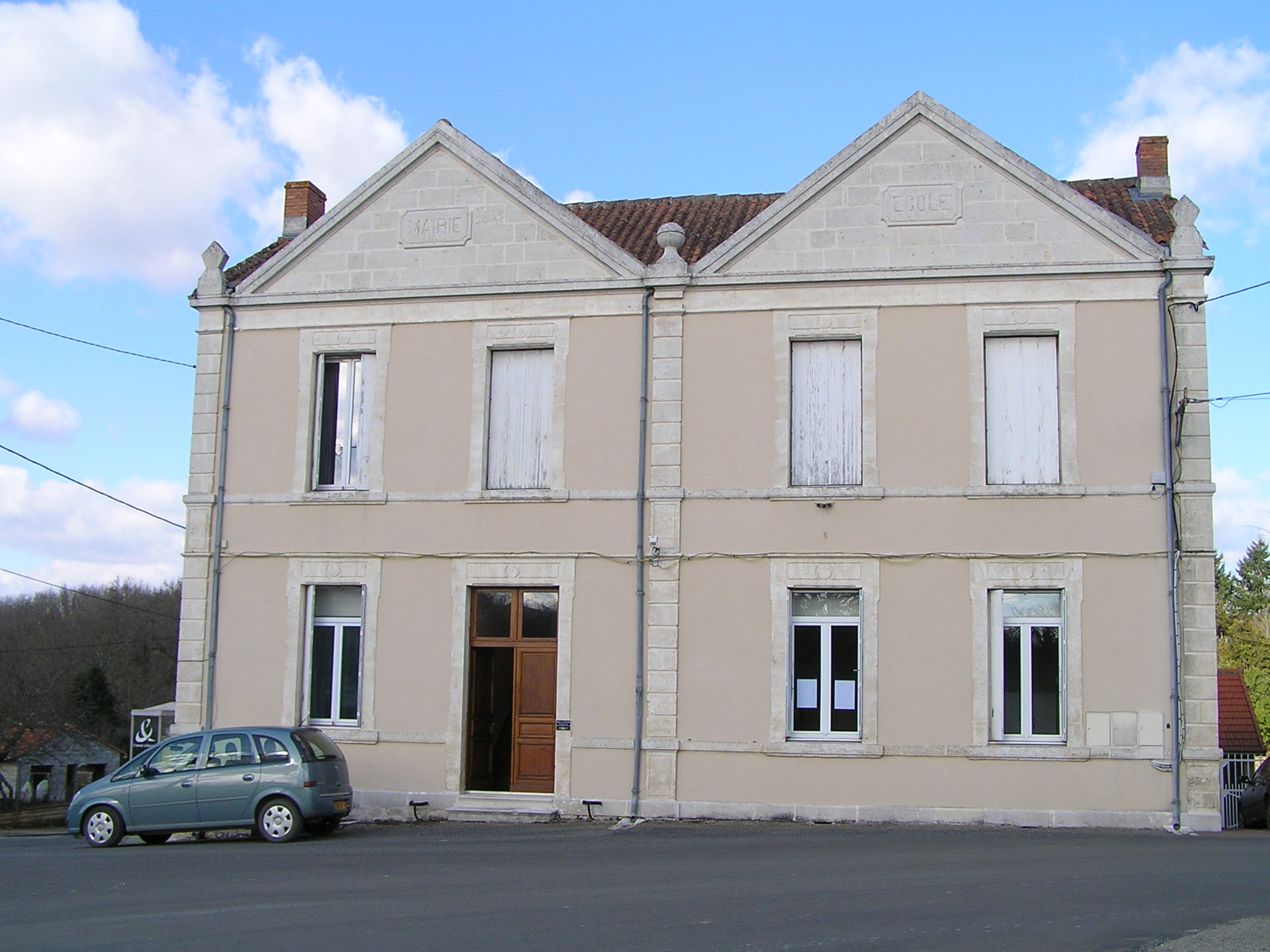
Mairie de Rancogne

| Période                                  | Période  | Identité                 | Étiquette | Qualité       |
| ---------------------------------------- | -------- | ------------------------ | --------- | ------------- |
| Les données manquantes sont à compléter. |          |                          |           |               |
| 1995                                     | 2014     | Joseph Vinet             | SE        | Retraité DCNS |
| 2014                                     | En cours | Yves Gonzalez-Remartinez |           |               |

## Démographie

### Évolution démographique
L'évolution du nombre d'habitants est connue à travers les recensements de la population effectués dans la commune depuis 1793. Pour les communes de moins de 10 000 habitants, une enquête de recensement portant sur toute la population est réalisée tous les cinq ans, les populations de référence des années intermédiaires étant quant à elles estimées par interpolation ou extrapolation. Pour la commune, le premier recensement exhaustif entrant dans le cadre du nouveau dispositif a été réalisé en 2006.

En 2016, la commune comptait 374 habitants, en évolution de −2,6 % par rapport à 2010 (Charente : −0,48 %, France hors Mayotte : +2,11 %).
| 1793 | 1800 | 1806 | 1821 | 1831 | 1841 | 1846 | 1851 | 1856 |
| ---- | ---- | ---- | ---- | ---- | ---- | ---- | ---- | ---- |
| 401  | 355  | 439  | 458  | 468  | 487  | 514  | 482  | 437  |

| 1861 | 1866 | 1872 | 1876 | 1881 | 1886 | 1891 | 1896 | 1901 |
| ---- | ---- | ---- | ---- | ---- | ---- | ---- | ---- | ---- |
| 410  | 415  | 391  | 421  | 449  | 431  | 448  | 412  | 380  |

| 1906 | 1911 | 1921 | 1926 | 1931 | 1936 | 1946 | 1954 | 1962 |
| ---- | ---- | ---- | ---- | ---- | ---- | ---- | ---- | ---- |
| 355  | 367  | 330  | 322  | 293  | 297  | 270  | 280  | 259  |

| 1968 | 1975 | 1982 | 1990 | 1999 | 2006 | 2011 | 2016 | - |
| ---- | ---- | ---- | ---- | ---- | ---- | ---- | ---- | - |
| 252  | 239  | 264  | 315  | 330  | 357  | 388  | 374  | - |

### Pyramide des âges
| Hommes | Classe d’âge | Femmes |
| ------ | ------------ | ------ |
| 0,0    | 90 ans ou +  | 0,0    |
| 7,3    | 75 à 89 ans  | 4,5    |
| 15,6   | 60 à 74 ans  | 17,4   |
| 21,8   | 45 à 59 ans  | 21,9   |
| 22,3   | 30 à 44 ans  | 17,4   |
| 17,9   | 15 à 29 ans  | 21,9   |
| 15,1   | 0 à 14 ans   | 16,9   |

| Hommes | Classe d’âge | Femmes |
| ------ | ------------ | ------ |
| 0,5    | 90 ans ou +  | 1,6    |
| 8,2    | 75 à 89 ans  | 11,8   |
| 15,2   | 60 à 74 ans  | 15,8   |
| 22,3   | 45 à 59 ans  | 21,5   |
| 20,0   | 30 à 44 ans  | 19,2   |
| 16,7   | 15 à 29 ans  | 14,7   |
| 17,1   | 0 à 14 ans   | 15,4   |

### Remarques

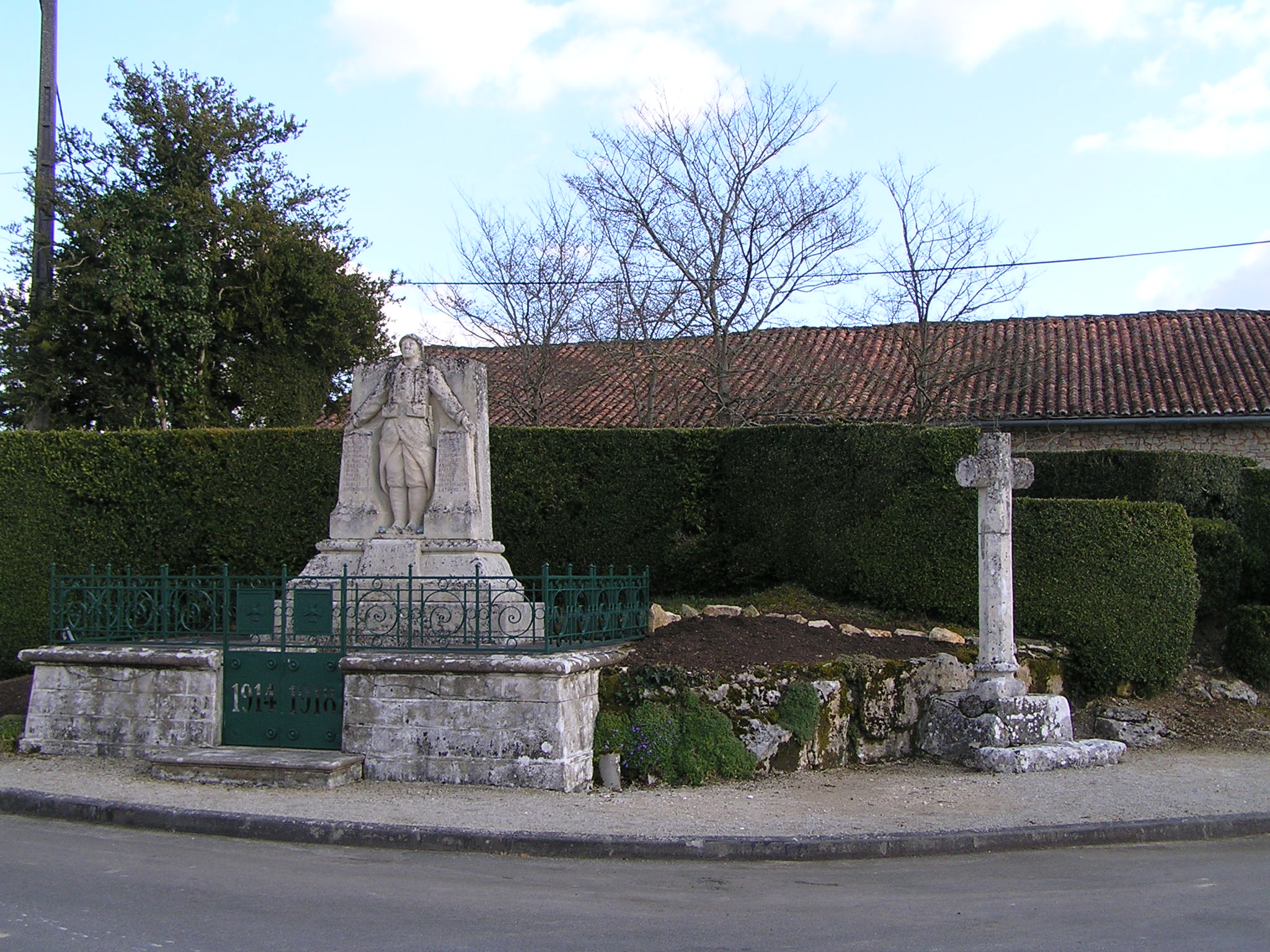
Monument aux morts et croix

La croissance de sa population de 1975 à 2006 a permis à Rancogne de retrouver sa population de 1800.

## Économie

### Agriculture
Sont présents des agriculteurs, un horticulteur.
La viticulture occupe une petite partie de l'activité agricole. La commune est située dans les Bons Bois, dans la zone d'appellation d'origine contrôlée du cognac.

### Industrie
Une carrière de calcaire est présente.

### Commerces
Les artisans sont un peintre en bâtiment, un maçon et un chauffagiste.
Le moulin de la Forge, restauré, presse de l'huile de noix et reçoit des visiteurs,.

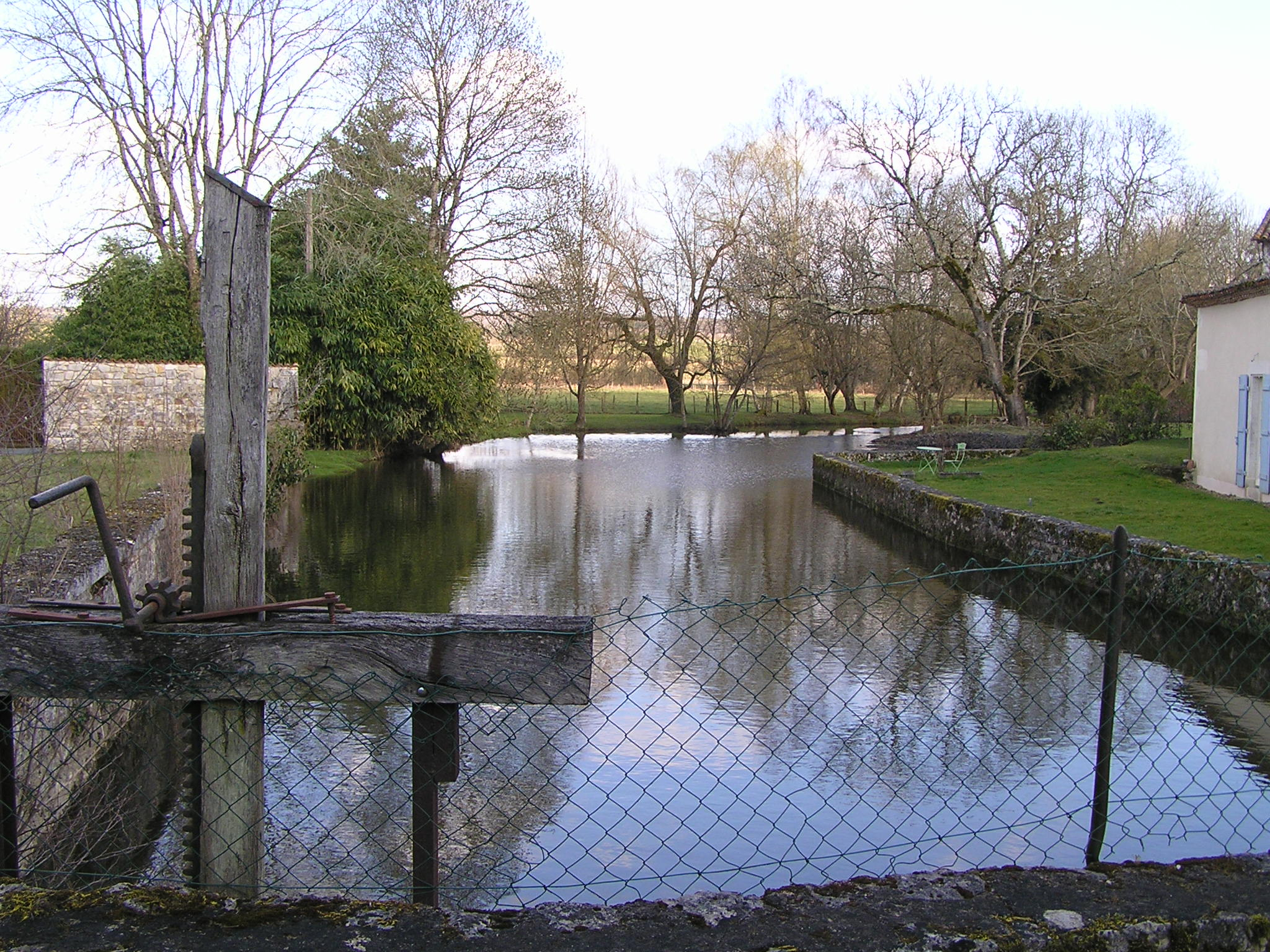
Moulin
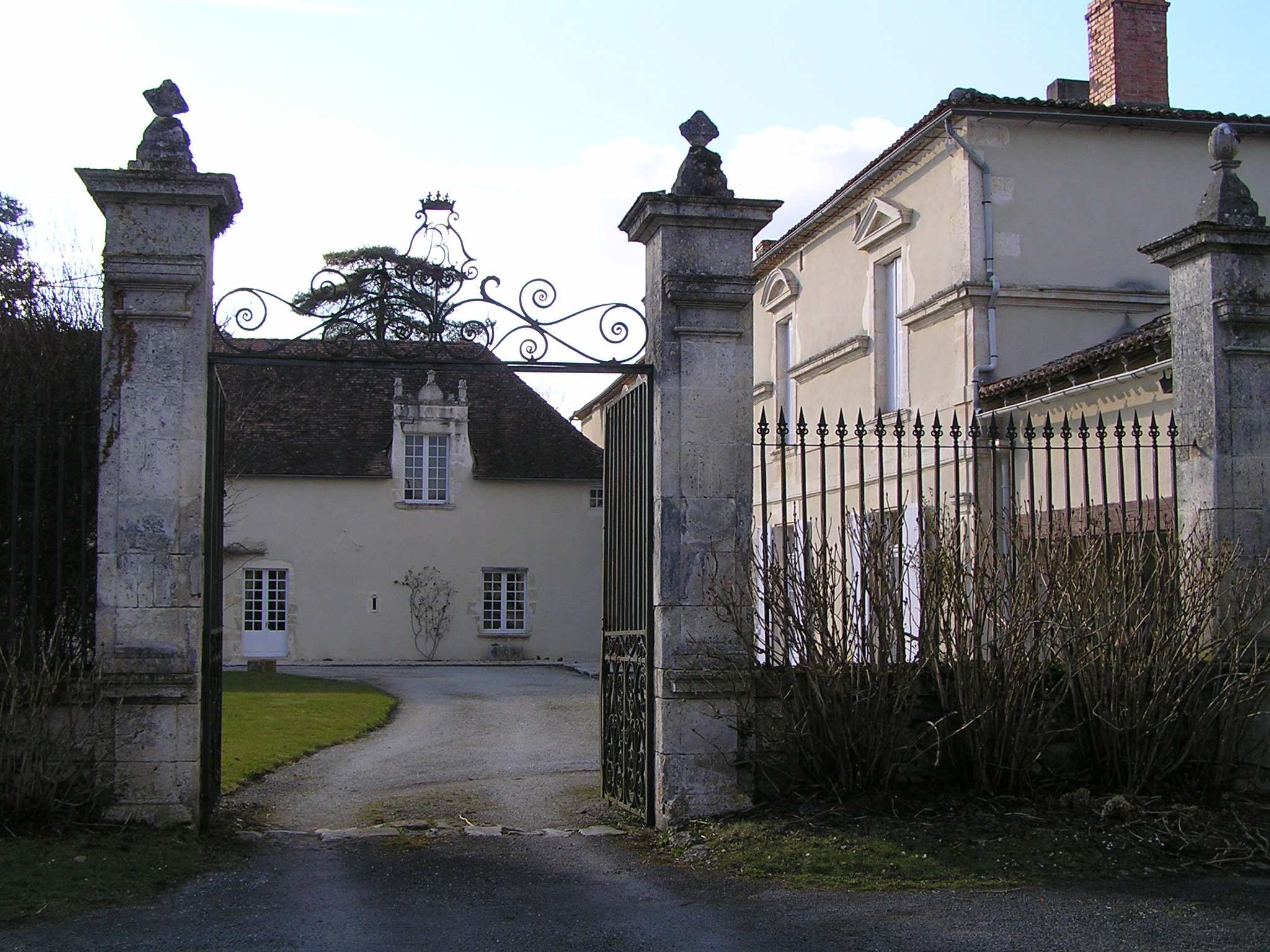
Logis de la Forge

## Équipements, services et vie locale
La Rochefoucauld, le chef-lieu de canton, où sont présents tous les services, est à 4 km.

## Lieux et monuments

### Patrimoine religieux

#### Église paroissiale

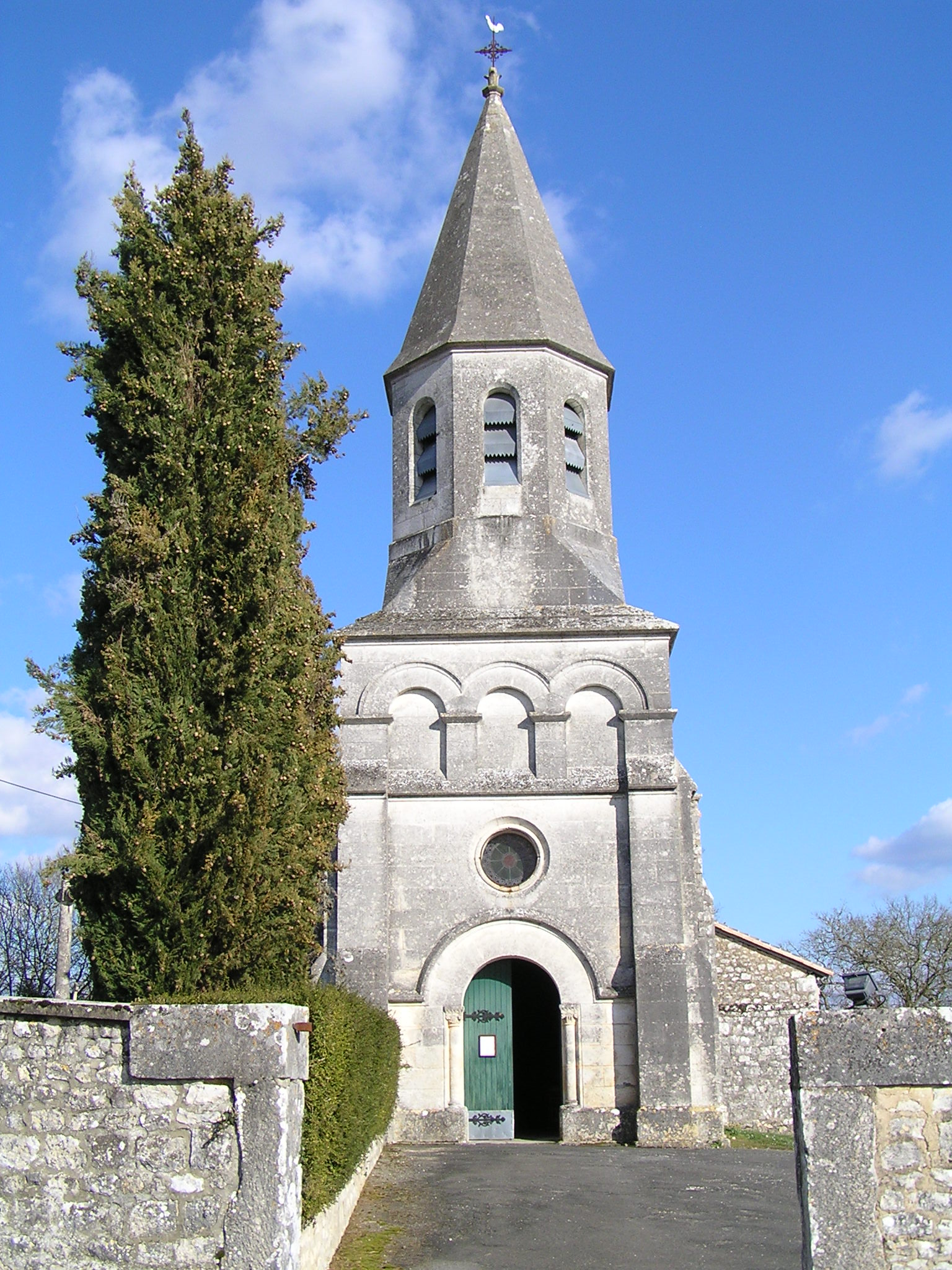
L'église Saint-Pierre

L'église paroissiale Saint-Pierre est située au Pic de Rancogne, qui surplombe la Tardoire. Elle date de la seconde moitié du XIIe siècle, dessine une croix latine, à la suite de l'addition de deux chapelles latérales. Elle possède une nef, à deux travées sous berceau en briques, terminée par un chevet plat. Sa porte, au cintre légèrement brisé, est accostée de colonnettes avec chapiteaux ornés de coquilles. Son clocher refait a une flèche en charpente élancée.

### Patrimoine civil

#### Tour de Cressiecq
La tour de Cressiecq, cachée dans la végétation à flanc de coteau entre l'église et le château, est une tour en demi-lune, défendant l'entrée de vastes souterrains rejoignant l'église.

#### Château de Rancogne
Niché près de la Tardoire dans un cadre de verdure et la surplombant, on pénètre dans ce château par un portail. Une fuie imposante est à l'écart. Le château actuel, surplombant la Tardoire, a été bâti au XVIe siècle près de l'emplacement de l'ancien château de Cressiec.

### Patrimoine environnemental

#### Grotte de Rancogne

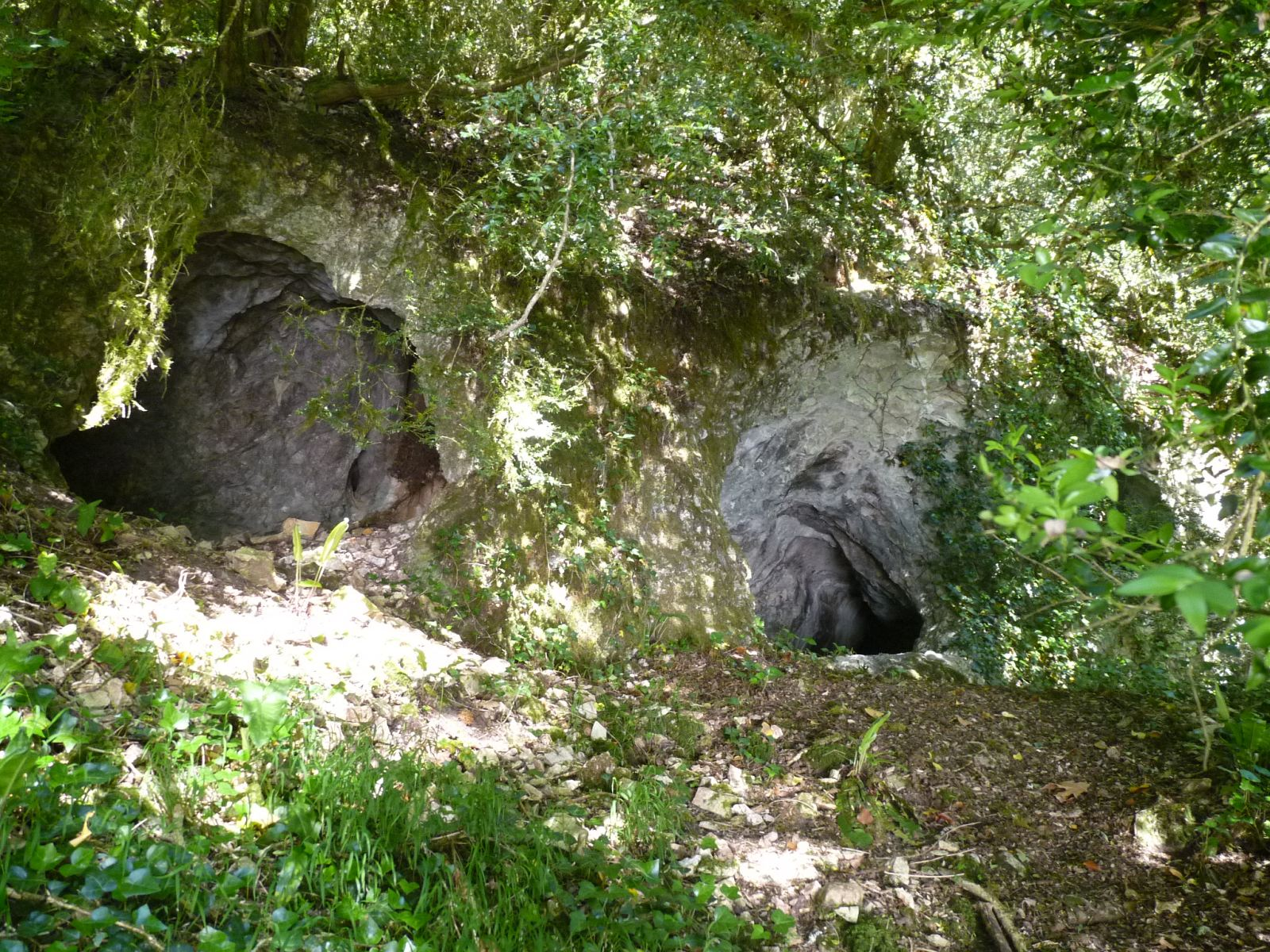
L'entrée des grottes

Le site Natura 2000 de la grotte de Rancogne est pour la France un des sites les plus importants de chauves-souris ou chiroptères,.

#### Sentiers de randonnée
Le GR 4 qui va de Royan à Grasse traverse la commune.

## Personnalités liées à la commune
- Charles de Devezeau (1672-1743), seigneur de Rancogne, colon et hommes d'affaires aux Antilles[32]